# Crowsoniella
Genre
Crowsoniella est un genre d'insectes de l'ordre des Coléoptères, de la famille des Crowsoniellidae. C'est le seul genre de cette famille.

## Liste d'espèces
Selon Catalogue of Life (27 août 2014) :
- Crowsoniella relicta

Selon ITIS (27 août 2014) :
- Crowsoniella relicta Pace, 1975

Selon Paleobiology Database (27 août 2014) :
- Crowsoniella relicta

## Publication originale
- Pace, 1975 : An exceptional endogeous beetle: Crowsoniella relicta n. gen. n. sp. of Archostemata Tetraphaleridae from central Italy (XVI. Contribution to knowledge of endogeous beetles). Bollettino del Museo Civico di Storia Naturale di Verona botanica zoologia, vol. 2, pp. 445–458.